# Andrena tuberculifera
Andrena tuberculifera (лат.) — вид пчёл рода Andrena из семейства Andrenidae. Северная Африка (Алжир, Марокко, Тунис) и Италия (Сицилия).

## Описание
Длина около 8 мм. Описанный в 2020 году таксон Andrena nigriclypeus был первоначально включён в подрод Poecilandrena. Подрод Poecilandrena плохо определён и рассматривался как мусорная корзина для видов с небольшим количеством апоморфий (Pisanty et al. 2018), поэтому он оказался сильно полифилетичным, содержащим не менее пяти клад (Pisanty et al. 2020), и в будущих ревизиях в Poecilandrena, вероятно, останутся только группы labiata и viridescens. На основании критериев, изложенных Pisanty et al. (2018), A. nigriclypeus может быть помещён в Poecilandrena sensu lato благодаря сочетанию небольшого размера тела (< 10 мм), красной маркировки брюшка, некилевидной переднеспинки, мезепистернума слабо ареолированного с крупными, разнесёнными мелкими точками, умеренно шершавого проподеального треугольника, не расширенной генитальной области и столбчатого восьмого стернита. Название Andrena nigriclypeus Wood, 2020 происходит от сочетания двух слов, nigri (чёрный) + clypeus (клипеус), что было выбрано из-за полностью чёрного клипеуса самца, что необычно для небольших краснобрюхих видов Andrena.
В 2023 году таксон Andrena nigriclypeus Wood, 2020 сведён в синонимы к виду Andrena tuberculifera.